# Dokučajivsk
Dokučajivsk (ukrajinsky Докучаївськ; rusky Докучаевск – Dokučajevsk) je město v Doněcké oblasti na Ukrajině. Leží v Donbasu 38 kilometrů jižně od Doněcku, správního střediska oblasti. V roce 2013 žilo v Dokučajivsku přes třiadvacet tisíc obyvatel.

## Historie
Dokučajivsk byl založen v roce 1912 jako bydliště pro horníky z kamenolomů na vápenec a dolomit, původně pod jménem Olenivski Karjery (Оленівські Кар'єри). V roce 1954 se sídlo stalo městem a přitom bylo přejmenováno k poctě geologa, mineraloga a geografa Vasilije Vasiljeviče Dokučajeva.